# A923 road
Die A923 road ist eine A-Straße in den schottischen Council Areas Dundee, Angus und Perth and Kinross.

## Verlauf
Die Straße beginnt als Abzweigung von der A991, welche den Innenstadtring Dundees bildet. Sie verlässt die Stadt in nordwestlicher Richtung, wo sie den im Wesentlichen durch die A90 (Edinburgh–Fraserburgh) gebildeten äußeren Ring quert. Die Straße tangiert die in Angus liegenden Vororte Birkhill und Muirhead und führt dann durch dünnbesiedelte Regionen von Perth and Kinross. Die A923 erreicht schließlich Coupar Angus, wo sie, teilweise zusammen mit der A94 (Perth–Forfar) geführt, die Hauptverkehrsstraße bildet.
Jenseits der Querung des Isla auf der Bridge of Couttie zweigt die nach Westen führende A984 ab, die sich in Dunkeld wieder mit der A923 verbindet. Aus südlicher Richtung erreicht die A923 schließlich Blairgowrie and Rattray. Teilweise zusammen mit der A93 (Perth–Aberdeen) geführt, bildet sie dort die Hauptverkehrsstraße. Fortan führt die A923 in westlicher Richtung. Die Seen Loch of Drumellie, Clunie, Butterstone, Lowes und Craiglush passierend, folgt die Straße im Wesentlichen dem Lauf des Lunan Burn. Sie bindet dabei die Weiler Kinloch, Forneth und Butterstone an das Straßennetz an. In Dunkeld quert die A923 auf der Dunkeld Bridge den Tay. Sie endet nach einer Gesamtstrecke von 49,8 km mit ihrer Einmündung in die A9.